# ونکولم غربی
ونکولم غربی (به لاتین: Vannakulam West) یک منطقهٔ مسکونی در سری‌لانکا است که در استان شمالی (سری‌لانکا) واقع شده‌است.